# Edward J. Patten

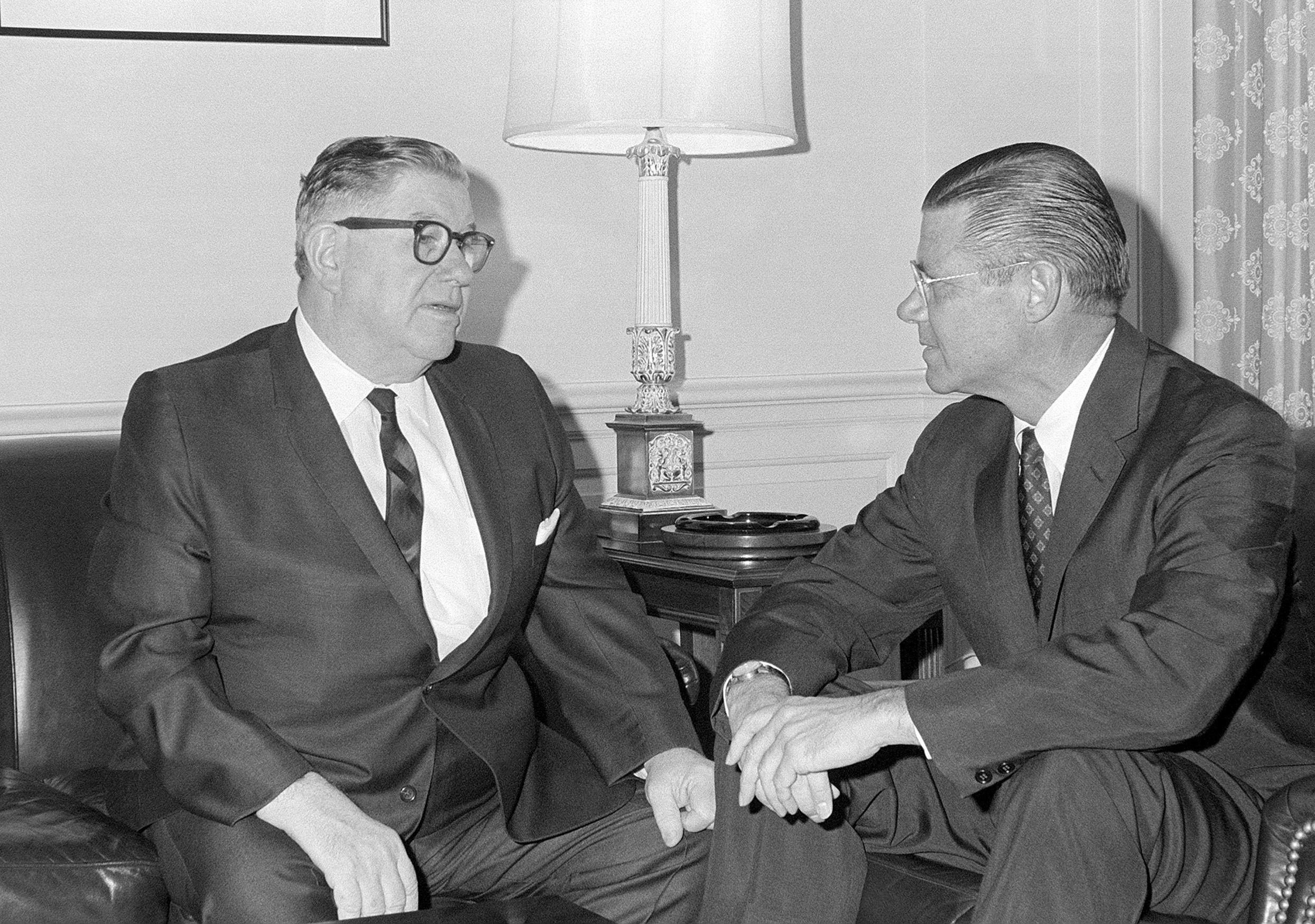
Edward J. Patten (links) im Gespräch mit Verteidigungsminister Robert McNamara (1965)

Edward James Patten (* 22. August 1905 in Perth Amboy, New Jersey; † 17. September 1994 ebenda) war ein US-amerikanischer Politiker. Zwischen 1963 und 1981 vertrat er den Bundesstaat New Jersey im US-Repräsentantenhaus.

## Werdegang
Edward Patten besuchte die öffentlichen Schulen seiner Heimat und danach die Newark Normal School. Nach einem anschließenden Jurastudium an der Rutgers Law School in Newark und seiner 1927 erfolgten Zulassung als Rechtsanwalt begann er in Perth Amboy in diesem Beruf zu arbeiten. Zwischen 1927 und 1934 war er auch als Lehrer in Elizabeth tätig. Gleichzeitig schlug er als Mitglied der Demokratischen Partei eine politische Laufbahn ein. Von 1934 bis 1940 war Patten Bürgermeister seiner Heimatstadt Perth Amboy; von 1940 bis 1954 war er als County Clerk bei der Verwaltung des Middlesex County angestellt. In den Jahren 1954 bis 1962 war Patten als Secretary of State der geschäftsführende Beamte der Staatsregierung von New Jersey. Neben diesen Tätigkeiten war er von 1935 bis 1962 einer der Direktoren und Berater der Woodbridge National Bank.
Bei den Kongresswahlen des Jahres 1962 wurde Patten im damals neu eingerichteten 15. Wahlbezirk von New Jersey in das US-Repräsentantenhaus in Washington, D.C. gewählt, wo er am 3. Januar 1963 sein neues Mandat antrat. Nach acht Wiederwahlen konnte er bis zum 3. Januar 1981 neun Legislaturperioden im Kongress absolvieren. In seine Zeit als Kongressabgeordneter fielen unter anderem der Vietnamkrieg und die Watergate-Affäre. Damals wurden außerdem der 24., der 25. und der 26. Verfassungszusatz ratifiziert. Im Jahr 1978 wurde Patten in den sogenannten Koreagate-Skandal verwickelt. Dabei ging es unter anderem um illegale Wahlkampfspenden. Im Gegensatz zu einigen seiner Kollegen wurde Patten vom Ethikausschuss des Repräsentantenhauses aber freigesprochen. Im Jahr 1980 verzichtete er auf eine weitere Kandidatur.
Nach dem Ende seiner Zeit im Kongress war Edward Patten noch in verschiedenen Organisationen wie der NAACP, den Kiwanis oder den Kolumbusrittern aktiv. Politisch trat er nicht mehr in Erscheinung. Er starb am 17. September 1994 in Perth Amboy.